# Camp d'Agde
El Camp d'Agde fou un camp de refugiats creat el 1939 a Agde pel govern francès per acollir refugiats de la Guerra Civil espanyola. Fou conegut com el camp dels catalans perquè la majoria d'internats eren d'origen català.
El camp fou construït entre febrer i maig de 1939 amb una extensió de 30 hectàrees per acollir 25.000 homes. La major part dels refugiats eren d'origen català, procedents de camps com els d'Argelers, que estaven en condicions molt pitjors. Sembla que la concentració de catalans, majoritàriament propers a Esquerra Republicana, Estat Català i la Unió de Rabassaires, fou deguda a negociacions d'exconsellers de la Generalitat de Catalunya, i també a l'interès del govern francès de mantenir separats aquests refugiats d'altres republicans espanyols ateses les divergències polítiques.
Es donà el cas que els refugiats van organitzar una petita exposició artística, a partir de la qual l'Ajuntament d'Agde va encarregar als artistes Pere Cadena, Antoni Clavell i Àngel Tarrac, tots tres refugiats, la decoració de la sala d'honor de l'antic edifici de l'ajuntament, que actualment s'utilitza com a sala per a casaments civils.
Un altre refugiat, l'arqueòleg Francesc Prat Puig, descobrí restes d'un poblat iber prop del camp i fou autoritzat a realitzar una excavació més completa.
Altres refugiats il·lustres foren Agustí Bartra i Pere Vives, que iniciaren una gran amistat en el mateix camp
El camp va tenir una vida curta, i el setembre de 1939 ja s'estava tancant. El juny de 1940, amb França envaïda pels alemanys, el camp va acollir refugiats de diferents països, inclosos jueus. A finals del 1944, ja amb França alliberada, es va tancar definitivament.
El 12 de febrer de 1989 s'hi va inaugurar un monument a la memòria dels refugiats que van passar pel camp.
Segurament amb republicans catalans que van passar pel camp, el 1947 es constituí a Agde l'Agrupació Catalana d'Invàlids i Mutilats de Guerra.